# لی سو یون
لی سو یون (کره‌ای: 이소연; زادهٔ ۱۶ آوریل ۱۹۸۲) بازیگر اهل کره جنوبی است. او بیشتر به خاطر بازی در فیلم‌های رسوایی ناگفته (۲۰۰۳)، پری در باد (۲۰۰۴) و مجموعه‌های تلویزیونی والس بهاری (۲۰۰۶)، وسوسه یک فرشته (۲۰۰۹) و افسانه دونگ‌یی (۲۰۱۰) شناخته شد.

## فیلم‌شناسی

### مجموعه تلویزیونی
- حلقه روبی(۲۰۱۳)(KBS2)
- تولد یک خانواده(۲۰۱۲)(SBS)
- دکتر جین(۲۰۱۲)(MBC)
- عشق من در کنار من(۲۰۱۱)(SBS)
- دونگ‌یی(۲۰۱۰)(MBC)
- وسوسه یک فرشته (۲۰۰۹) (SBS)
- دوران طلایی زندگی من (۲۰۰۸) (MBC)
- ادیسهٔ کره ای (۲۰۱۸) (TVN)

### فیلم
- سگ و کلید(۲۰۱۱)
- آفرین زندگی من(۲۰۰۷)
- بزرگراه ستاره(۲۰۰۷)